# Antônio Faleiros Filho
Antônio Faleiros Filho (Estrela do Sul, 12 de janeiro de 1948), conhecido como Dr. Faleiros, é um médico brasileiro especializado em obstetrícia e Medicina do Trabalho. Foi secretário de saúde do estado de Goiás pela primeira vez entre os anos de 1987 e 1990, e voltou a ocupar a função entre os anos de 2011 e 2013  Marconi Perillo. Foi deputado federal entre 1991-1995 e novamente em 1999.

## Biografia
O médico Dr. Faleiros Filho nasceu na fazenda, no interior do estado de Minas Gerais. Aos 8 anos de idade, foi estudar em Monte Carmelo, onde se alfabetizou. Completou seus ensino fundamental em Araxá no colégio interno Salesiano Dom Bosco e Uberaba.
Aos 18 anos, passou no vestibular da Universidade Federal de Minas Gerais para Medicina. Na faculdade, já começou a se interessar pelos problemas que afligiam o país e virou presidente do Diretório Acadêmico Alfredo Balena.
Já médico com especialidade em Medicina do Trabalho, o Faleiros começou a clinicar na cidade de Rio Verde no estado de Goiás no Hospital Santa Terezinha, no Hospital Evangélico e na Maternidade Augusta Bastos.
Com habilidade política conquistada nos tempos de estudante, Dr. Faleiros virou presidente da Associação Médica de Rio Verde.
- Em 1977, Dr. Faleiros mudou-se para a Goiânia e começou a construir sua trajetória política, cuja causa sempre foi garantir saúde de qualidade para as pessoas que mais precisam.
- Em 1986, foi eleito deputado estadual pelo PMDB. Entre 1987 e 1980, assumiu a Secretaria de Estado de Saúde de Goiás, pela primeira vez.
- Em 1991, assumiu o mandato de deputado federal pelo estado de Goiás pelo PMDB e em 1993, mudou-se de partido e virou presidente do PSDB no estado.
- Dr. Faleiros ocupou o cargo de diretor da Merenda Escolar da Fundação de Assistência ao Estudante em 1999, no Ministério da Educação.
- Em 1999, Antônio Faleiros assumiu a Companhia Energética de Goiás. No mesmo ano, foi eleito Deputado Federal pelo PSDB, e se tornou Secretário Extraordinário do governo Marconi Perillo e presidente da Metrobus.
- Em 2011, Dr. Faleiros passou a ocupar pela segunda vez, o cargo de secretário de Estado da Saúde de Goiás, no governo Marconi Perillo.

## Condecorações
Cidadão Honorário de Rio Verde, Goiandira, Palmeiras, Divinópolis, Petrolina e Santa Bárbara, no estado de Goiás.

## Outras Informações
A seguir algumas participações e cargos ocupados pelo Dr. Faleiros desde sua formação:
- Médico da Organização de Saúde do Estado de Goiás, 1973-1977.
- Médico-chefe da Meternidade Augusta Gomes de Bastos, Rio Verde.
- Médico do Trabalho das Centrais Elétricas de Goiás, CELG.
- Filiação Partidária do Dr. Faleiros: PMDB; PSDB, partido que preside em 1993-1995;  em 1995-1997; 2002.
- Superintendência Regional do INAMPS, GO.
- Diretor da Merenda Escolar, FAE-FNDF, 1995-1998.
- Presidente da Metrobus, 1999-2000.

## Publicações
Publicações do médico Antonio Faleiros Filho:
- “Coletânea de Pronunciamentos na Câmara Federal.”
- “Uso do Amianto Crisotila” por pelo médico Dr. Faleiros Filho.
- “A Educação no Brasil – Análise Crítica”.